# El Limón, Bejucal de Ocampo
El Limón är en ort i Mexiko.   Den ligger i kommunen Bejucal de Ocampo och delstaten Chiapas, i den sydöstra delen av landet, 900 km sydost om huvudstaden Mexico City. El Limón ligger 2 676 meter över havet och antalet invånare är 101.
Terrängen runt El Limón är bergig åt sydost, men åt nordväst är den kuperad. El Limón ligger uppe på en höjd. Runt El Limón är det ganska tätbefolkat, med 96 invånare per kvadratkilometer. Närmaste större samhälle är Motozintla de Mendoza, 12,0 km söder om El Limón. I omgivningarna runt El Limón växer huvudsakligen savannskog.